# Igreja Reformada de Quebec
A Igreja Reformada de Quebec - IRQ (em francês Église Réformée du Québec) é uma denominação reformada de  língua francesa na província canadense de Quebec, formada descendentes dos huguenotes franceses. 

## História
Os colonos huguenotes vieram para a Nova França no início de sua colonização, quando muitos governadores na colônia foram reformados. Com a revogação do Édito de Nantes na França, o Protestantismo foi proibido e por isso muitos huguenotes imigraram para Quebec. No início de 1800 durante o governo napoleônico as igrejas reformadas começaram a se formar. 25 congregações e escolas de língua francesa passaram a integrar a Igreja Presbiteriana no Canadá . Todavia, o interesse das missões presbiterianas  maior no oeste e, como resultado, as congregações em Québec diminuíram de forma que só havia três congregações de língua francesa abertas em 1975. O posterior trabalho missionário da Igreja Presbiteriana na América e Igreja Cristã Reformada na América do Norte é que deu origem as novas congregações que se uniram para formar a Igreja Reformada de Quebec em 1988.
Embora as igrejas-membro da IRQ, já estavam presentes no Quebec desde a colonização, a denominação passou a existir oficialmente em 6 de Novembro de 1988. Algumas congregações eram independentes e alguns ligados a denominações como a Igreja Presbiteriana no Canadá , Igreja Presbiteriana na América e a Igreja Cristã Reformada na América do Norte. No ano da fundação a denominação era formada por 9 congregações espalhadas em diferentes partes do Québec.
O Seminário Teológico Reformado Farel tem fortes laços pessoais com a Igreja Reformada de Quebec, mesmo sendo independente da denominação.

## Relações intereclesiásticas
A Igreja Reformada de Quebec é formada por 5 igrejas locais, mas trabalha pela plantação de novas igrejas. É membro do Conselho Norte Americano Presbiteriano e Reformado e Fraternidade Reformada Mundial. Não é uma denominações ecumênica, mas se relaciona com outras igrejas reformadas conservadoras. A IRQ tem laços fraternais oficialmente com a Igreja Presbiteriana na América, Igrejas Reformadas Unidas na América do Norte, Igreja Presbiteriana Ortodoxa e Igrejas Reformadas Canadenses e Americanas.

## Doutrina
A IRQ é uma denominação reformada, conservadora, não ordena mulheres. Subscreve os Três Padrões da Unidade (Confissão Belga, Catecismo de Heidelberg e Cânones de Dort), a Confissão de Fé Francesa , e os Padrões de Westminster (Confissão de Fé de Westminster, Breve Catecismo de Westminster e Catecismo Maior de Westminster). Além disso a igreja adere aos credos ecumênicos, sendo eles o Credo Apostólico, Credo Niceno e Credo de Atanásio.